# R.A.W.: Realms of Ancient War
R.A.W.: Realms of Ancient War est un jeu vidéo de type action-RPG développé par Wizarbox et édité par Focus Home Interactive, sorti en 2012 sur Windows, PlayStation 3 et Xbox 360.